# Bruntál
Bruntál är en stad i Tjeckien.   Den ligger i distriktet Okres Bruntál och regionen Mähren-Schlesien, i den östra delen av landet, 220 km öster om huvudstaden Prag. Bruntál ligger 550 meter över havet och antalet invånare är 17 686.
Terrängen runt Bruntál är kuperad åt nordost, men åt sydväst är den platt. Runt Bruntál är det ganska glesbefolkat, med 25 invånare per kvadratkilometer. Bruntál är det största samhället i trakten. Omgivningarna runt Bruntál är en mosaik av jordbruksmark och naturlig växtlighet.